# Mononchoides fictor
Mononchoides fictor är en rundmaskart. Mononchoides fictor ingår i släktet Mononchoides och familjen Diplogasteridae. Inga underarter finns listade i Catalogue of Life.